# 冲野亦男
沖野亦男（おきの またお，1898年7月27日—1978年3月7日）是一位大日本帝國海軍军人。他的最終軍階是上校。
他是中華民國専家，長期在中華民國工作。他在第二次世界大战中失去了一隻腿並且成為了一名战俘。戰後他創辦了傷痍軍人會，並且致力於促進残疾人体育运动的發展。他還出任傷痍軍人会専務理事、世界退伍军人联合会理事。

## 生平

### 戰前
沖野亦男曾就讀於東京都立戸山高等学校以及海軍兵學校。1920年（大正9年），沖野亦男成為一名少尉任官。後來沖野亦男前往海軍大學校學習中文，並且出任第一遣外艦隊參謀兼侍從官。1929年（昭和4年）前往軍令部任職。次年出任｢安宅砲術長。
一·二八事變時沖野亦男在第三艦隊参谋部任職。1933年11月，出任日本駐中華民國公使館附武官補佐官，負責協助佐藤脩。1935年（昭和10年），沖野亦男前往上海駐扎。後來沖野亦男出任長門號戰艦｣運用長、第5艦隊 (日本海軍)副官並參與瓊崖戰鬥。後來又出任駐上海、南京武官補佐官、中国大使館附武官補佐官。1942年（昭和17年）11月，沖野亦男軍階升為上校。次月出任駐汉口在勤武官。
1944年（昭和19年）1月，沖野亦男乘坐飛機從漢口飛往上海，途中因為天氣惡劣而緊急迫降。結果飛機著陸點遭到國民革命軍攻擊，同行的陸軍将校陣亡，沖野亦男被俘。沖野亦因右腿中弹而患上了败血症，並且做了截肢手術，他從此失去了一隻腿。。後來沖野亦男被押往重慶，之後又被押往美國。第二次世界大戰結束後回到日本。

### 戰後
戰後沖野亦男前往東京大学中国哲学科學習，畢業後前往读者文摘社任職。他還擔任傷痍軍人会、世界退伍军人联合会的幹部。
1966年（昭和41年），沖野亦男參加洗禮儀式。

## 出典
1. ↑  「第一遣外艦隊准仕官以上名簿」
2. 1 2  『日本兵捕虜は何をしゃべったか』pp.154-157
3. ↑  『聞き書き 日本海軍史』pp220-221
4. 1 2  『太平洋戦争海藻録』｢横山一郎｣
5. ↑  国際身体障害者スポーツ競技会　東京パラリンピック大会　報告書 （页面存档备份，存于） 2014年2月26日閲覧
6. ↑  創立20年史 財団法人日本身体障害者スポーツ協会 （页面存档备份，存于） 2011年10月5日閲覧

## 外部連結
- 創立20年史 財団法人 日本身体障害者スポーツ協会 （页面存档备份，存于）